# Joe Hart
Pour les articles homonymes, voir Hart.
John Henault  Hart, dit Joe Hart, né le 19 avril 1987 à Shrewsbury au Royaume-Uni, est un footballeur international anglais qui évolue au poste de gardien de but.

## Biographie

### Jeunesse
Hart naît à Shrewsbury d'un père vendeur d'articles de sport et d'une mère enseignante dans une école d'infirmières. Enfant, il se passionne pour le cricket, et joue brièvement pour le club de cricket de Shrewsbury. Il évolue également pendant deux ans dans l'équipe des jeunes du Worcestershire County Cricket Club.

### Carrière en club
Il évolue de 2003 à 2006 dans le club de sa ville, Shrewsbury Town, qui joue en quatrième division, avant d'être acheté, l'été 2006, par Manchester City pour la modique somme de 720 000 €.
Quand il arrive à Manchester City, il est troisième gardien, mais les blessures d'Andreas Isaksson et Nicky Weaver le propulsent titulaire en Premier League le 14 octobre 2006 contre Sheffield United.
Il est ensuite prêté pendant tout le mois de janvier 2007 aux Tranmere Rovers (D3 anglaise) où il joue 6 matchs. En avril 2007, il est de nouveau prêté à Blackpool (D3 anglaise) cette fois-ci et joue 5 matchs et obtient la montée en seconde division.
Lors de la saison 2007-2008, après de bonnes performances, son entraîneur Sven-Göran Eriksson choisit de laisser le jeune Hart titulaire, et Isaksson se retrouve sur le banc. Hart joue finalement 25 matchs de championnat et se révèle aux yeux de l'Angleterre. Il joue 23 matchs de championnat lors de la saison suivante.
En juin 2009, il est prêté au club de Birmingham City jusqu'à la fin de la saison. Il est retenu par Fabio Capello pour participer à la Coupe du monde 2010.
Il revient à Manchester City, et commence la saison en étant titulaire pour la première journée face à Tottenham, reléguant ainsi sur le banc le vétéran irlandais Shay Given, pourtant très bon la saison précédente. Grâce à ses bonnes performances dans les cages du club des Citizens, il devient titulaire le reste de la saison. Cette année-là il gagne également sa place de numéro un au sein de la sélection anglaise.
Le 8 août 2011, il prolonge son contrat avec Manchester City, ce qui le lie désormais au club mancunien jusqu'en juin 2016. À l'issue de la saison 2011-2012, les Citizens remportent le titre de champion d'Angleterre. Lors du derby de Manchester de la saison 2012-2013, le 9 décembre 2012, il est titulaire et son équipe s'incline 3-2 à domicile, laissant ainsi son rival Manchester United prendre la tête du championnat.

#### Prêt en Italie
N'entrant pas dans les plans du nouvel entraineur des citizens, Pep Guardiola, et relégué au rang de troisième gardien derrière Claudio Bravo et Willy Caballero, il est prêté au Torino FC pour un an sans option d'achat. En signant au Torino FC, il devient le premier gardien anglais à signer dans un club de Serie A.

#### Retour en Angleterre
Pour la saison 2017-2018, il est prêté à West Ham United. Il y joue une vingtaine de matchs.
Après deux saisons passées en prêt, Joe Hart quitte définitivement Manchester City le 7 août 2018 et rejoint Burnley. Il signe un contrat d'une durée de deux ans avec les Clarets qui déboursent 3,5 millions de livres pour son transfert.
Libre de tout contrat, il signe le 18 août 2020 un contrat de deux ans avec le club londonien de Tottenham Hotspur.

#### Départ au Celtic
Le 3 août 2021, Joe Hart s'engage en faveur du club écossais du Celtic FC. Le montant du transfert avoisine le million de Livres et le joueur accepte un salaire moins élevé que ce qu'il a pu connaitre auparavant. Hart déclare à propos de ce transfert : « C’est un grand moment pour moi et ma carrière. Je suis absolument ravi de rejoindre un club de la stature du Celtic ».
Le 22 février 2024, il annonce sa retraite en fin de saison sur les réseaux sociaux.

### Carrière en sélection
Titulaire en équipe d'Angleterre espoirs à 21 reprises, Joe Hart est sélectionné pour la première fois en équipe d'Angleterre en mai 2008 par Fabio Capello. Il honore sa première sélection le 1er juin 2008 face à Trinité-et-Tobago (3-0) où il remplace David James à la mi-temps. Grâce à de bonnes prestations en club, il est retenu en tant que troisième gardien derrière Robert Green et David James pour disputer la Coupe du monde 2010. Hart devient le gardien numéro un des Three Lions après cette compétition à la suite du mauvais Mondial de Green et à la retraite internationale de James. Il réalise un bon Euro 2012 avec une place de quart de finaliste mais lors de la Coupe du monde 2014 au Brésil, l'Angleterre ne passe pas le premier-tour.
Reconduit par Roy Hodgson comme gardien titulaire pour l'Euro 2016, il réalisera un très mauvais tournoi, ou il sera notamment coupable de deux fautes de main. L'une face au Pays de Galles, lors du premier tour, et l'autre face à l'Islande en huitième-de-finale. Cette dernière scellera l'élimination des Three Lions.
Il perd ensuite sa place de titulaire, à tel point que Gareth Southgate ne le sélectionne pas dans les 23 joueurs anglais participant à la Coupe du Monde 2018.

## Statistiques
| Saison                | Club                      | Championnat           | Championnat | Championnat | Coupe(s) nationale(s) | Coupe(s) nationale(s) | Supercoupe | Supercoupe | Compétition(s) continentale(s) | Compétition(s) continentale(s) | Compétition(s) continentale(s) | Total | Total |
| Saison                | Club                      | Division              | M.          | B.          | M.                    | B.                    | M.         | B.         | Comp.                          | M.                             | B.                             | M.    | B.    |
| 2003-2004             | Shrewsbury Town FC        | Football Conference   | 2           | 0           | 0                     | 0                     | -          | -          | -                              | -                              | -                              | 2     | 0     |
| 2004-2005             | Shrewsbury Town FC        | League Two            | 6           | 0           | 0                     | 0                     | -          | -          | -                              | -                              | -                              | 6     | 0     |
| 2005-2006             | Shrewsbury Town FC        | League Two            | 46          | 0           | 4                     | 0                     | -          | -          | -                              | -                              | -                              | 50    | 0     |
| Sous-total            | Sous-total                | Sous-total            | 54          | 0           | 4                     | 0                     | -          | -          | -                              | -                              | -                              | 58    | 0     |
| 2006-2007             | Manchester City FC        | Premier League        | 1           | 0           | 0                     | 0                     | -          | -          | -                              | -                              | -                              | 1     | 0     |
| 2007-2008             | Manchester City FC        | Premier League        | 26          | 0           | 6                     | 0                     | -          | -          | -                              | -                              | -                              | 32    | 0     |
| 2008-2009             | Manchester City FC        | Premier League        | 23          | 0           | 1                     | 0                     | -          | -          | C3                             | 9                              | 0                              | 33    | 0     |
| 2010-2011             | Manchester City FC        | Premier League        | 38          | 0           | 8                     | 0                     | -          | -          | C3                             | 9                              | 0                              | 55    | 0     |
| 2011-2012             | Manchester City FC        | Premier League        | 38          | 0           | 2                     | 0                     | 1          | 0          | C1+C3                          | 10                             | 0                              | 51    | 0     |
| 2012-2013             | Manchester City FC        | Premier League        | 38          | 0           | 1                     | 0                     | 0          | 0          | C1                             | 6                              | 0                              | 45    | 0     |
| 2013-2014             | Manchester City FC        | Premier League        | 31          | 0           | 1                     | 0                     | -          | -          | C1                             | 7                              | 0                              | 39    | 0     |
| 2014-2015             | Manchester City FC        | Premier League        | 36          | 0           | 0                     | 0                     | 0          | 0          | C1                             | 8                              | 0                              | 44    | 0     |
| 2015-2016             | Manchester City FC        | Premier League        | 35          | 0           | -                     | -                     | -          | -          | C1                             | 12                             | 0                              | 47    | 0     |
| 2016-2017             | Manchester City FC        | Premier League        | -           | -           | -                     | -                     | -          | -          | C1                             | 1                              | 0                              | 1     | 0     |
| Sous-total            | Sous-total                | Sous-total            | 266         | 0           | 19                    | 0                     | 1          | 0          | -                              | 62                             | 0                              | 348   | 0     |
| 2006-2007             | Tranmere Rovers FC (prêt) | League One            | 6           | 0           | -                     | -                     | -          | -          | -                              | -                              | -                              | 6     | 0     |
| 2006-2007             | Blackpool FC (prêt)       | League One            | 5           | 0           | -                     | -                     | -          | -          | -                              | -                              | -                              | 5     | 0     |
| 2009-2010             | Birmingham City FC (prêt) | Premier League        | 36          | 0           | 5                     | 0                     | -          | -          | -                              | -                              | -                              | 41    | 0     |
| 2016-2017             | Torino FC (prêt)          | Serie A               | 36          | 0           | 1                     | 0                     | -          | -          | -                              | -                              | -                              | 37    | 0     |
| 2017-2018             | West Ham United FC (prêt) | Premier League        | 19          | -           | 4                     | -                     | -          | -          | -                              | -                              | -                              | 23    | 0     |
| Sous-total            | Sous-total                | Sous-total            | 102         | 0           | 10                    | 0                     | -          | -          | -                              | -                              | -                              | 112   | 0     |
| 2018-2019             | Burnley FC                | Premier League        | 19          | 0           | 0                     | 0                     | -          | -          | C3                             | 2                              | 0                              | 21    | 0     |
| 2019-2020             | Burnley FC                | Premier League        | 0           | 0           | 3                     | 0                     | -          | -          | -                              | -                              | -                              | 3     | 0     |
| Sous-total            | Sous-total                | Sous-total            | 19          | 0           | 3                     | 0                     | -          | -          | -                              | 2                              | 0                              | 24    | 0     |
| 2020-2021             | Tottenham Hotspur         | Premier League        | 0           | 0           | 2                     | 0                     | -          | -          | C3                             | 8                              | 0                              | 10    | 0     |
| Sous-total            | Sous-total                | Sous-total            | 0           | 0           | 2                     | 0                     | -          | -          | -                              | 8                              | 0                              | 10    | 0     |
| 2021-2022             | Celtic FC                 | Scottish Premiership  | 35          | 0           | 8                     | 0                     | -          | -          | C3+C4                          | 9+2                            | 0+0                            | 54    | 0     |
| 2022-2023             | Celtic FC                 | Scottish Premiership  | 36          | 0           | 7                     | 0                     | -          | -          | C1                             | 6                              | 0                              | 49    | 0     |
| 2023-2024             | Celtic FC                 | Scottish Premiership  | 24          | 0           | 3                     | 0                     | -          | -          | C1                             | 6                              | 0                              | 33    | 0     |
| Sous-total            | Sous-total                | Sous-total            | 95          | 0           | 18                    | 0                     | -          | -          | -                              | 23                             | 0                              | 136   | 0     |
| Total sur la carrière | Total sur la carrière     | Total sur la carrière | 536         | 0           | 58                    | 0                     | 1          | 0          | -                              | 95                             | 0                              | 690   | 0     |

## Palmarès

### En club
Manchester City
- Championnat d'Angleterre (2) 
  - Champion en 2012 et 2014
- Coupe d'Angleterre (1)
  - Vainqueur en 2011
- Coupe de la Ligue anglaise (1) 
  - Vainqueur en 2014
- Community Shield
  - Finaliste en 2011

 Tottenham Hotspur
- Coupe de la Ligue anglaise
  - Finaliste en 2021

 Celtic Glasgow
- Coupe de la Ligue écossaise (1)
  - Vainqueur en 2021
- Championnat d'Écosse (3)
  - Champion en 2022, 2023 et 2024
- Coupe d'Écosse de football (1)
  - Vainqueur en 2023

### En sélection
Avec l'équipe espoirs d'Angleterre, il est finaliste du Championnat d'Europe espoirs en 2009.

### Distinctions personnelles
Il remporte le titre de meilleur gardien de Premier League à quatre reprises en 2011, 2012, 2013 et 2015 et il est membre de l'équipe type de Premier League en 2010 et 2012.